# Avril 2025
Cette page présente les faits marquants du mois d'avril 2025.

## Environnement
Après la mort de 160 oiseaux d'espèces protégées, notamment de rares faucons crécerelles, en raison de systèmes d'effarouchement inopérants, le 7 avril 2025 le tribunal de Montpellier ordonne la suspension  pendant 4 mois de l'activité du parc éolien d'Aumelas, et condamne les sociétés gestionnaires à 500 000 € d'amende chacune, et l'ancien PDG d'EDF Renouvelables Bruno Bensasson à 6 mois de prison avec sursis et 100 000 € d'amende ; c'est la première fois en France qu'une décision pénale est prise contre des exploitants d'éoliennes.

## Événements
- Les attaques israéliennes sur la bande de Gaza se poursuivent.
- 22 mars au 26 avril : 30e édition du Tournoi des Six Nations féminin. Il est remporté par l'Angleterre.
- 29 mars au 6 avril : 66e édition du Championnat du monde masculin de curling à Moose Jaw au Canada ; il est remporté par l’Écosse.
- 1er avril :
  - le sénateur américain démocrate Cory Booker bat le record du plus long discours de l'histoire du Sénat des États-Unis, avec 25 h 5 min ;
  - incendie du pipeline de Putra Heights en Malaisie ;
  - la marine et l'armée de l'air chinoises mènent des exercices militaires de grande envergure autour de Taïwan, avec au moins 19 navires de guerre chinois sont déployés, dont le porte-avions Shandong (17), marquant ainsi son approche la plus proche de Taïwan[2].
- 2 avril : 
  - le président américain Donald Trump annonce de nouveaux droits de douane, qui atteignent des taux inégalés depuis plus d'un siècle[3].
  - Début du Krach boursier au États-Unis.
- 3 avril : au moins 100 Palestiniens sont tués et 70 autres blessés, dont certains grièvement, lors de frappes aériennes dans la bande de Gaza[4].
- 4 avril : le président sud coréen, Yoon Suk-yeol est destitué par la Cour constitutionnelle de Corée, à la suite d'un vote de l'Assemblée nationale.
- 5 avril : des inondations font au moins 33 morts dans la région de Kinshasa, en république démocratique du Congo[5].
- 6 au 13 avril : 118e édition du Tournoi de tennis de Monte-Carlo.
- 7 avril : l'entreprise américaine Colossal Biosciences annonce la naissance de Romulus, Remus et Khaleesi, trois loups gris génétiquement modifiés pour exprimer des caractéristiques de l'espèce disparue Aenocyon dirus.
- 8 avril : au moins 232 personnes meurent[6] et plus de 200 sont blessées dans l’effondrement du toit d’une discothèque à Saint-Domingue en République dominicaine[7].
- 10 avril :
  - au moins 17 personnes sont tuées par des militants de l'Armée de libération nationale de Papouasie occidentale (en) (TPNPB), en Papouasie des hautes terres (Indonésie) dans le cadre du conflit en Papouasie occidentale[8] ;
  - un hélicoptère Bell 206 s'abime dans le fleuve Hudson près du Pier 40 (en) entre Hoboken (New Jersey) et New York après la perte de son rotor principal. Le pilote et une famille de cinq touristes espagnols sont morts[9].
- 11 avril au 15 avril : au moins 400 personnes sont tuées par les Forces de soutien rapide, dans le camp de réfugiés de Zamzam et une ville au Darfour du Nord dans l’ouest du Soudan ; et 40 000 personnes fuient vers Tawila[10].
- 12 avril : élection présidentielle au Gabon, Brice Oligui Nguema est élu.
- 13 avril :
  - ouverture de l'exposition universelle de 2025 à Osaka au Japon ;
  - élection présidentielle en Équateur (2d tour), Daniel Noboa est réélu.
- 14 avril : au moins 51 personnes sont tuées dans l'escalade des affrontements entre éleveurs rivaux dans l'État du Plateau, au Nigeria, tandis que 2 000 autres personnes sont déplacées[11].
- 15 avril : au moins 143 personnes sont mortes et des dizaines d'autres portées disparues après un incendie survenu en début de semaine dans une embarcation sur le fleuve Congo dans la province de l’Équateur dans la République démocratique du Congo[12].
- 16 avril : en Palestine, l'aviation israélienne bombarde la maison de la famille Hassouna dans le quartier d'al-Tuffah, au nord-est de la ville de Gaza, tuant dix membres de la famille, dont la photojournaliste Fatima Hassouna. Cette dernière venait d'apprendre la veille que le documentaire dont elle est l'héroïne, Put Your Soul on Your Hand and Walk, avait été sélectionné pour la 78e édition du Festival de Cannes, prévue le mois suivant[13].
- 17 avril :
  - le port pétrolier de Ras Issa (ar) dans le gouvernorat d'Al Hudaydah (terminal d'un oléoduc) en territoire contrôlé par les Houthis[14] est détruit par les forces armées des États-Unis dans le cadre de la crise de la mer Rouge, causant 80 morts et 150 blessés d'après les Houthis[15] ;
  - le Groupe de soutien à l'islam et aux musulmans lance une attaque sur deux positions des forces armées béninoises dans le parc national du W du Bénin qui fait officiellement 54 morts dans leurs rangs[16].
  - la Tchéquie annonce ne plus importer de pétrole russe[17].
  - le service public de Wallonie (Belgique) subit une cyberattaque.
- 19 avril au 5 mai : Championnat du monde de snooker.
- 20 avril : les Houtis déclarent que douze personnes sont tuées et trente autres sont blessées dans des frappes aériennes sur un marché et une zone résidentielle dans le district de Farwa, à Sanaa, au Yémen[18].
- 21 avril : 
  - décès du pape François à Rome[19] ;
  - au moins 30 personnes sont tuées dans des tirs d’artillerie des Forces de soutien rapide sur la ville assiégée d’El-Fasher, au Darfour du Nord, dans l’ouest du Soudan[20].
- 22 avril :
  - une attaque terroriste contre un groupe de touristes près de Pahalgam, au Cachemire administré par l'Inde, tue 28 personnes[21] ;
  - violentes explosions puis incendie au 51e arsenal de la Direction principale des missiles et de l'artillerie, situé dans le raïon de Kirjatch, oblast de Vladimir en Russie, détruisant une partie de ce dépôt de munitions. Quatre blessés officiellement annoncé[22].
  - le ministère de l'intérieur pakistanais annonce avoir expulsé 100 529 réfugiés afghans depuis le 1er avril 2025[23].
- 23 au 27 avril : 39e édition des championnats d'Europe de judo au Monténégro.
- 23 avril : la Jordanie interdit les activités des Frères musulmans[24].
- 24 avril : Sommet des chefs d'État et de gouvernement de la Commission de l'océan indien à Ivato (Madagascar).
- 25 au 27 avril : les forces armées pakistanaises tuent 54 militants talibans pakistanais qui tentaient de traverser la frontière avec le Pakistan depuis l'Afghanistan près du district du Nord-Waziristan, Khyber Pakhtunkhwa[25].
- 25 avril :
  - au moins 26 personnes ont été tuées par des hommes armés dans l'attaque d'un site d'orpaillage artisanal dans l'État de Zamfara, dans le nord-ouest du Nigeria[26] ;
  - référendum constitutionnel aux Îles Marshall.
- 26 avril :
  - une explosion dans le port commercial de Shahid Rajaï, près de la ville de Bandar Abbas situé dans la province iranienne d’Hormozgan, fait au moins 28 morts et un millier de blessés[27] ;
  - Les funérailles du pape François ont lieu sur la place Saint-Pierre du Vatican, en présence de nombreux chefs d'État et de gouvernements, dont Donald Trump et Volodymyr Zelensky, qui échangent sur la Guerre en Ukraine au sein de la Basilique Saint-Pierre[28],[29].
- 26 avril au 3 mai : 17e édition du championnat du monde double mixte de curling.
- 27 avril : des militants des Forces de soutien rapide tuent plus de 31 civils, dont des mineurs, lors d'une fusillade de masse près d'al-Salha, à Omdurman, au Soudan[30].
- 28 avril :
  - élections fédérales au Canada, le Parti libéral est en tête ;
  - élections législatives à Trinité-et-Tobago ;
  - une panne de courant majeure touche principalement l'Espagne et le Portugal[31];
  - au moins 68 personnes sont tuées et 47 autres blessées lors d'une frappe aérienne américaine sur une prison détenant des migrants africains dans le gouvernorat de Saada, au Yémen[32].
- 29 avril :
  - 22 personnes sont tuées et trois autres blessées après qu'un incendie s'est déclaré dans un restaurant à Luoyang, en Chine[33] ;
  - en Suède, une fusillade dans la ville d'Uppsala fait 3 morts.
- 29 et 30 avril : des combats entre ex-rebelles et milices druzes associées à Israël font une centaine de morts, en Syrie.
- 30 avril : au moins quinze policiers et douze soldats colombiens sont tués lors d'attaques ciblées menées par le cartel du Clan du Golfe et d'autres groupes armés, en Colombie[34].